# Bitare
Bitare è una circoscrizione rurale (rural ward) della Tanzania situata nel distretto di Kibondo, regione di Kigoma. Conta una popolazione di 10 496 abitanti (censimento 2012).